# Oelitsa Dybenko (metrostation)
Oelitsa Dybenko (Russisch: Улица Дыбенко) is een station van de metro van Sint-Petersburg. Het is het zuidoostelijke eindpunt van de Pravoberezjnaja-lijn en werd geopend op 1 oktober 1987. Station Oelitsa Dybenko bevindt zich in het oosten van Sint-Petersburg en is genoemd naar een straat in de omgeving, de Dybenkostraat. In de planningsfase werd het station ook Krasnych Kommisarov (Rode Commissarissen) en Vesjolyj Posjolok (Vrolijke Wijk) genoemd.
Het station ligt 61 meter onder de oppervlakte en beschikt over een perronhal met dragende zuilen. Het bovengrondse toegangsgebouw bevindt zich op de kruising van de Prospekt Bolsjevikov (Bolsjewiekenlaan) en de Oelitsa Dybenko. Aan het einde van de perronhal is een mozaïek aangebracht waarop een gewapende revolutionaire is afgebeeld. Met haar rechterhand houdt zij een bord in de lucht met daarop de leus: "vrijheid vrede broederschap gelijkheid arbeid".